# Esther Fordham
Esther Anumu Fordham est une figure historique reconnue pour son témoignage sur la vie des personnes noires sous le régime nazi.

## Biographie

### Enfance, éducation et débuts
Née à Hambourg, en Allemagne, le 9 octobre 1925, elle est d'origine allemande par son père et africaine par sa mère, Marie Anumu. Sa jeunesse a été marquée par la montée du nazisme et la discrimination raciale à laquelle elle a fait face en raison de sa couleur de peau.
Dès son plus jeune âge, Esther est placée dans un orphelinat privé à Groß Borstel. Lors de son entrée à l'école en 1932, elle fréquente une école Waldorf, mais elle est rapidement confrontée à l'oppression raciale du Troisième Reich. Son éducation est perturbée par des lois qui interdisent aux personnes de couleur d'accéder à certaines institutions publiques et d’obtenir la citoyenneté. Elle se souvient notamment de la fermeture de son école, car certains parents se plaignaient de sa présence. 
Esther décrit également une rare rencontre avec Adolf Hitler lors d’une visite à Hambourg, mais témoigne n'avoir jamais fait face à des agressions directes malgré la ségrégation omniprésente.
Sa mère tient un commerce d'antiquités appelées Found treasures.

### Parcours
Son histoire est singulière en raison de l'isolement et des défis supplémentaires auxquels elle fait face en tant que jeune femme noire dans une Allemagne dominée par une idéologie raciale. Ce vécu unique lui a permis de témoigner dans des interviews et documentaires, partageant son expérience pour illustrer les réalités de la persécution raciale sous le nazisme. 
Elle est Auxiliaire pédagogique dans un établissement pour enfants à New York,.
Elle est décédée en 2019, laissant derrière elle des récits précieux sur cette période sombre de l'histoire,.